# Lispe argentea
Lispe argentea este o specie de muște din genul Lispe, familia Muscidae, descrisă de John Otterbein Snyder în anul 1954.
Este endemică în California. Conform Catalogue of Life specia Lispe argentea nu are subspecii cunoscute.